# Burgruine Altdorf
Die Burgruine Altdorf ist eine abgegangene Burg an der Stelle des heutigen Pfarrhauses, heute noch Bürg genannt, in Altdorf im Landkreis Böblingen (Baden-Württemberg).

## Lage
Die Burgstelle befindet sich im südlichen Ortskern Altdorfs nahe bei Kirche und Rathaus, weniger als hundert Meter vom Gewässerlauf entfernt in der flachen oberen Talmulde der Altdorfer Würm.

## Geschichte und Beschreibung
Die Ortsadeligen von Altdorf, Dienstmannen der Pfalzgrafen von Tübingen, sind von 1232 bis 1393 bezeugt und können als Erbauer der Burg im 13. Jahrhundert angenommen werden. Von der ehemaligen Burganlage, auf deren Grundmauern das heutige Pfarrhaus errichtet wurde, sind nur verbaute Mauerreste erhalten geblieben.